# Khoai lang nướng
Khoai lang nướng là một món ăn đường phố mùa đông phổ biến ở Đông Á. Món ăn này cũng phổ biến vào mùa đông ở miền Bắc Việt Nam.

## Trung Quốc, Hồng Kông, và Đài Loan
Ở Trung Quốc, khoai lang ruột vàng được nướng trong một thùng sắt lớn và bán như thức ăn đường phố trong mùa đông. Chúng được gọi là kǎo-báishǔ (烤白薯; "khoai lang nướng") ở miền bắc Trung Quốc, haau faan syu (烤番薯) ở các vùng nói tiếng Quảng Đông, và kǎo-dìguā (烤地瓜; "khoai lang nướng") ở Đài Loan, như tên của khoai lang cũng khác nhau trên thế giới Khối Hoa ngữ.

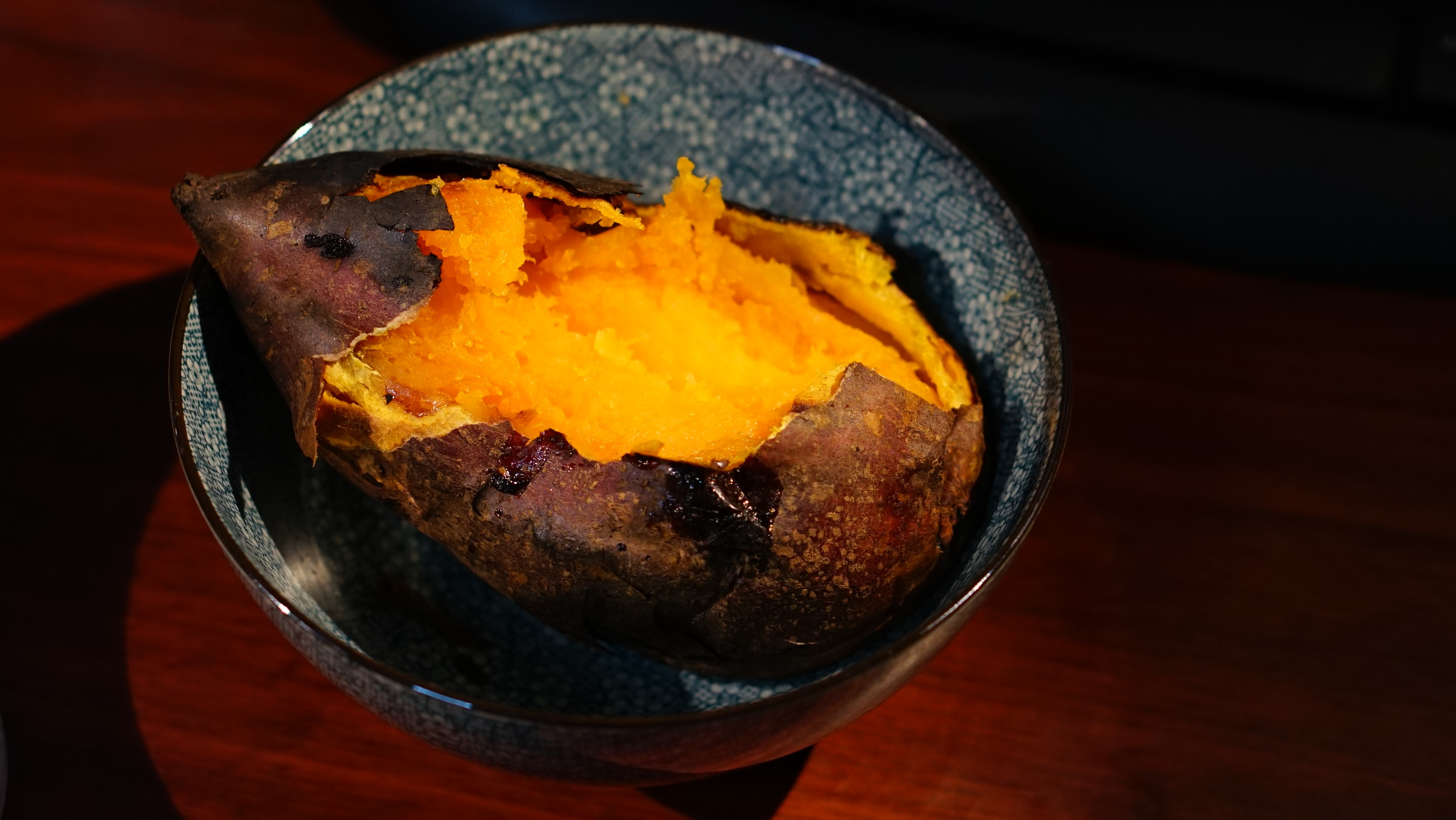
khoai lang nướng từ Trung Quốc
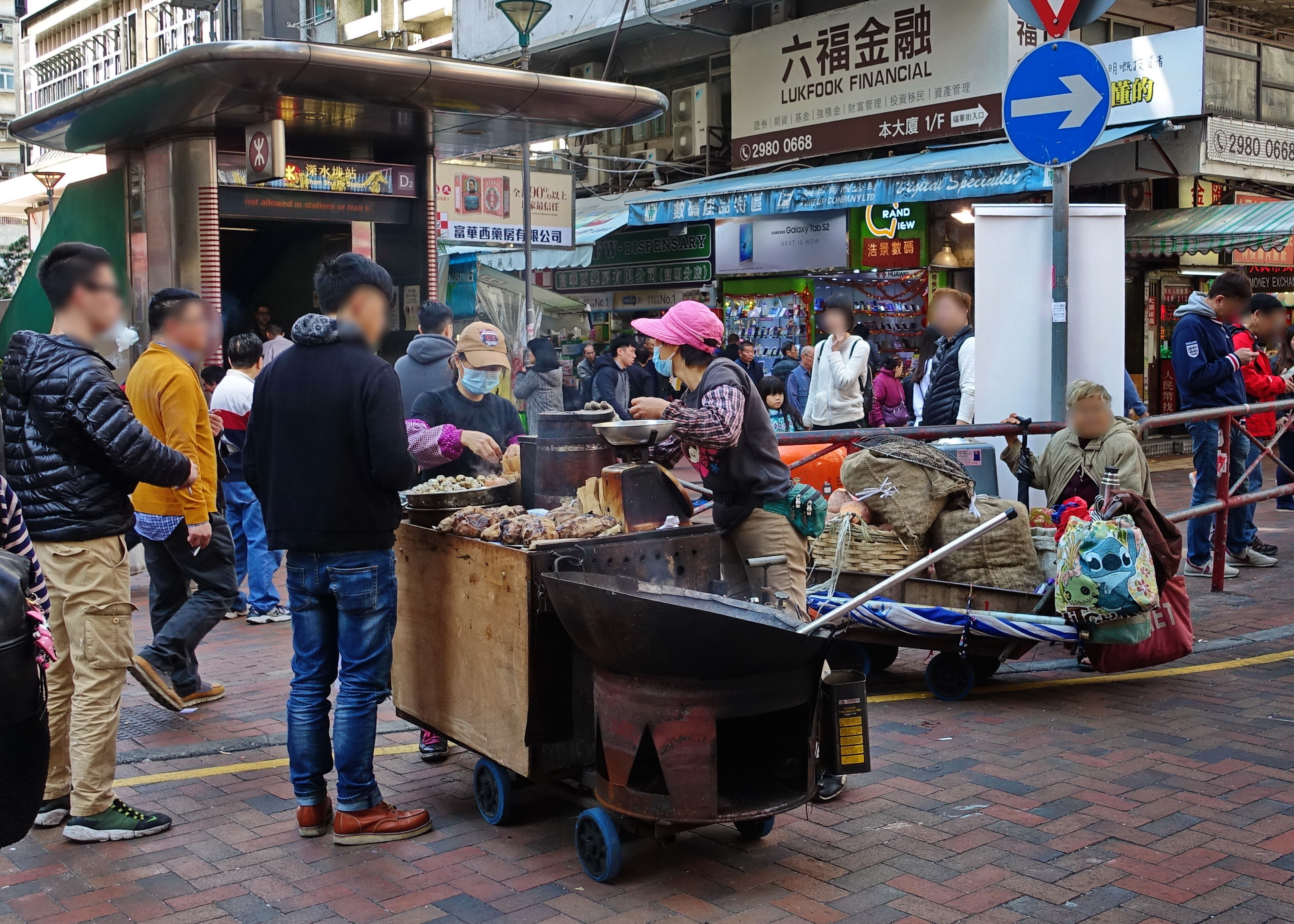
khoai lang nướng bán rong ở Hồng Kông

## Nhật Bản
Tại Nhật Bản, món ăn này được gọi là ishi yaki-imo (石焼き芋) và được bán từ các xe tải trong mùa đông.

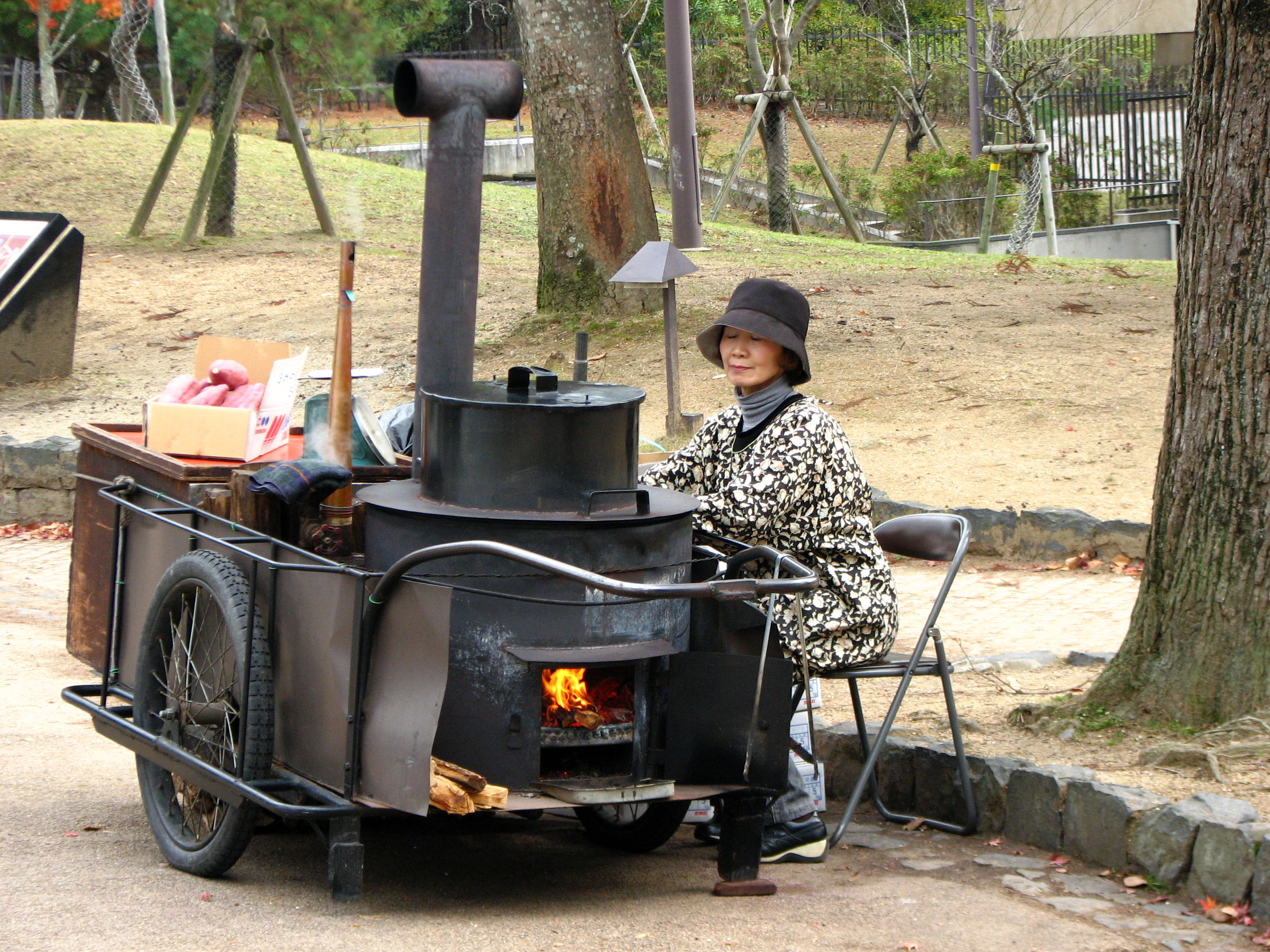
Người bán hàng rong yaki-imo ở Nara, Nhật Bản.
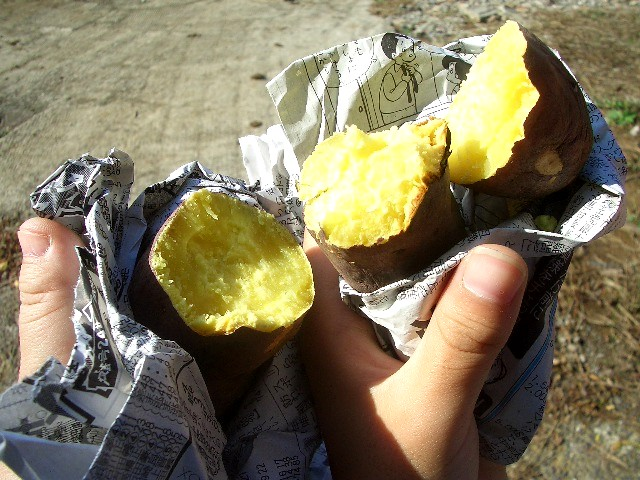
Khoai tây nướng bọc trong giấy báo là một phong cách phổ biến.

## Việt Nam
Khoai lang nướng cũng là một món ăn đường phố phổ biến vào mùa đông ở Hà Nội cũng như miền Bắc Việt Nam.

## Emoji
Năm 2010, một biểu tượng cảm xúc được chấp thuận cho Unicode 6.0 U+1F360 🍠 Roasted Sweet Potato cho "khoai lang nướng".